# 佐用町立三日月中学校
佐用町立三日月中学校（さようちょうりつ みかづき ちゅうがっこう）は、兵庫県佐用郡佐用町に所在する公立中学校。

## 沿革
- 1947年（昭和22年） - 佐用郡三日月町・大広村組合立三日月中学校設立
- 1955年（昭和30年） - 三日月町、大広村の合併に伴い三日月町立三日月中学校に改称
- 2005年（平成17年）10月1日 - 佐用郡4町の合併に伴い佐用町立三日月中学校に改称

町内4中学校での統合が計画されている。

## 教育方針
夢を持ち 自らを鍛え 共に高めあう 心豊かな生徒の育成

## 学校行事
| - 4月 入学式･始業式 - 5月 - 6月 トライやるウィーク | - 7月 終業式 - 8月 - 9月 始業式 体育祭 | - 10月 - 11月 文化祭 - 12月 終業式 | - 1月 始業式 - 2月 - 3月 終業式 |

## 部活動
- 野球部
- 女子卓球部
- ソフトテニス部
- アートクラフト部

## 校区
- 佐用町の三日月地区（以下の小学校区）
  - 佐用町立三日月小学校

## 著名な出身者
- 服部千秋（太子町長）

## その他
毎年12月に開催される「佐用マラソン＆ウォーク」のスタート・ゴール地点になっている。

## 校区が隣接している学校
- 佐用町立上津中学校
- 上郡町立上郡中学校
- 播磨高原広域事務組合立播磨高原東中学校
- たつの市立新宮中学校
- 宍粟市立山崎西中学校